# Batman : L'Alliance des héros
Pour les articles homonymes, voir Batman (homonymie).
Batman : L'Alliance des héros (Batman: The Brave and the Bold) est une série télévisée d'animation en 65 épisodes de 22 minutes basée sur les comics DC, produite par Warner Bros. Animation et diffusée entre le 14 novembre 2008 et 8 août 2011 sur Cartoon Network
En France, elle a été diffusée à partir du 6 septembre 2009 sur France 3 et Cartoon Network.

## Synopsis
Cette série, qui reprend le concept de The Brave and the Bold (une série de bande dessinée), met en scène Batman faisant équipe avec d'autres super-héros de l'Univers DC.

## Personnages

### Les héros
- Batman
  - Ace the Bat-Hound
- Blue Beetle
  - Jaime Reyes
  - Ted Kord
  - Paco (en)
- Plastic Man
- Aquaman
- Red Tornado (Tornado Champion)
- Green Arrow
- Etrigan (Jason Blood)
- Wildcat
- Les Outsiders :
  - Black Lightning
  - Katana
  - Metamorpho
  - Geo-force (en)
  - Halo (en)
- Deadman
- Atom
- Fire (en)
- Green Lanterns :
  - Guy Gardner
  - Hal Jordan
  - G'nort (en)
- Helena Wayne (Huntress)
- Bronze Tiger
- Robin
- B'wana Beast
- Kamandi
- Dr. Canus
- Speedy
- Elongated Man
- Dr. Fate
- Booster Gold
- Skeets (Équipier de Booster Gold)
- Jonah Hex
- Black Canary
- The Question
- Adam Strange
- Merlin (en)
- Hawk et Dove (Hawk and Dove)
- New Gods :
  - Oberon (en)
  - Big Barda
  - Mister Miracle
  - Arges
- Professeur Carter Nichols (en)
- Sherlock Holmes
- Wong Fei
- Vixen
- Spectre
- Détective Chimp (en)
- Phantom Stranger
- Firestorm
- Captain Marvel
- Batgirl
- Doom Patrol
- Aqualad
- Superman
  - Krypto le super-chien
- Rip Hunter

### Les ennemis
- Clock King
- Kanjar Ro (en)
- Gentleman Ghost (en)
- Gorilla Grodd
- Felix Faust (en)
- Black Manta
- Ocean Master
- Sportsmaster (en)
- Fun Haus
- La fée Morgane (en)
- Slug
- Dr Polaris (en)
- Jarvis Kord
- Major Disaster (en)
- Tornado Tyrant
- Arlequin (en)
- Mrs. Manface
- Kru'll l'Éternel (en)
- Punch and Jewelee (en) (Poli (Punch) et Chinelle (Jewelee))
- L’Épouvantail (Scarecrow)
- Harley Quinn
- Le Joker
- Silver Cyclone
- Scarlet Scarab
- Blue Bowman
- Wotan (en)
- Two-Face
- Baby Face
- Chemo (en)
- Brain
- Le Cavalier (en)
- Despero
- Sinestro
- Général Kreegaar
- Mongul
- Mongal
- Lashina (en) (Female Furies)
- Steppenwolf
- Equinox
- Calculator
- Psycho Pirate (en)
- Bat-Mite
- Catman
- Catwoman
- Astaroth
- Owlman (en)
- Solomon Grundy
- Darkseid
- Firefly
- Poison Ivy
- Black Adam
- Talia al Ghul
- Ra's al Ghul
- Le Pingouin

## Épisodes

### Première saison (2008-2009)
1. La Naissance de Blue Beetle ! (The Rise of the Blue Beetle!)
2. Terreur sur l'île des Dinosaures ! (Terror on Dinosaur Island!)
3. Atlantis en danger ! (Evil Under the Sea!)
4. La Main du Chevalier noir ! (Day of the Dark Knight!)
5. L'Invasion des faux pères Noël ! (Invasion of the Secret Santas!)
6. Colère aux poings ! (Enter the Outsiders!)
7. L'Aube de Deadman ! (Dawn of the Dead Man!)
8. La Chute de Blue Beetle ! (Fall of the Blue Beetle!)
9. L'Aventure intérieure ! (Journey to the Center of the Bat!)
10. Les Yeux de Despéro ! (The Eyes of Despero!)
11. Le Retour du Clan de l'ombre ! (Return of the Fearsome Fangs!)
12. Le Côté obscur de Batman ! (Deep Cover for Batman!)
13. Fin de la partie pour Owlman ! (Game Over for Owlman!)
14. L'Union fait la force ! (Mystery in Space!)
15. La Corne du démon ! (Trials of the Demon!)
16. La Nuit de la chasseresse ! (Night of the Huntress!)
17. Le Super-héros du futur ! (Menace of the Conqueror Caveman!)
18. Robin voit rouge ! (The Color of Revenge!)
19. Les Légendes du Dark Mite ! (Legends of the Dark Mite!)
20. N'est pas humain qui veut ! (Hail the Tornado Tyrant!)
21. Duel des faux-jetons ! (Duel of the Double Crossers!)
22. La Dernière Chauve-souris sur Terre ! (The Last Bat on Earth!)
23. Omac contre-attaque ! (When OMAC Attacks!)
24. La Rage aux poings ! (Inside the Outsiders!)
25. Symphonie en crime majeur ! (Mayhem of the Music Meister!)
26. L'Ordre et le Chaos ! (The Fate of Equinox!)

### Deuxième saison (2009-2010)
1. L'Expérience du cerf-volant (Long Arm of the Law!)
2. La Revanche des Reach ! (Revenge of the Reach!)
3. La Course à la mort vers l'oubli ! (Death Race to Oblivion!)
4. Aquaman se met au vert ! (Aquaman's Outrageous Adventure!)
5. L'Âge d'or de la justice ! (The Golden Age of Justice!)
6. Le Choc des Metal Men ! (Clash of the Metal Men!)
7. L'Homme nucléaire ! (A Bat Divided!)
8. Coéquipiers, rassemblement ! (Sidekicks Assemble!)
9. Le Super-Batman de la planète X ! (The Super-Batman of Planet X!)
10. Shazam tout-puissant ! (The Power of Shazam!)
11. Batman crie justice ! (Chill of the Night!)
12. Gorilles dans la brume (Gorillas in the Midst!)
13. Starro contre-attaque ! (1) (The Siege of Starro!, Part One)
14. Starro contre-attaque ! (2) (The Siege of Starro!, Part Two)
15. Trois Flash valent mieux qu'un ! (Requiem for a Scarlet Speedster!)
16. La Dernière Patrouille ! (The Last Patrol!)
17. Les Neuf Vies de Malone ! (The Masks of Matches Malone!)
18. La Menace des Madniks ! (Menace of the Madniks!)
19. Le Joker, maître du monde ! (Emperor Joker!)
20. Un corps peut en cacher un autre ! (The Criss-Cross Conspiracy!)
21. Compte à rebours enclenché ! (Plague of the Prototypes!)
22. Les Combattants de la liberté ! (Cry Freedom Fighters!)
23. Les Chevaliers de demain ! (The Knights of Tomorrow!)
24. La Ligue infernale ! (Darkseid Descending!)
25. Bat-Mite présente : les Plus Étranges Enquêtes de Batman ! (Bat-Mite Presents: Batman's Strangest Cases!)
26. Docteur Savana contre Mister Mind ! (The Malicious Mr. Mind!)

### Troisième saison (2011)
1. Le Grand Retour du Pleureur ! (Joker: The Vile and the Villainous!)
2. À l'ombre des vampires en fleurs (Shadow of the Bat!)
3. La Nuit des Batmen (Night of the Batmen!)
4. Un ennemi nommé Star Sapphire (Scorn of the Star Sapphire!)
5. Batman contre Superman (Battle of the Superheroes!)
6. Vengeance temporelle (Time Out for Vengeance!)
7. Deux Atomes pour le prix d'un (Sword of the Atom!)
8. Le Triumvirat de la terreur (Triumvirate of Terror!)
9. Mes premiers pas avec Batman (Bold Beginnings!)
10. Dénué de pouvoir (Powerless!)
11. Conflit de générations (Crisis: 22,300 Miles Above Earth!)
12. Quatre vedettes spectaculaires ! (Four Star Spectacular!)
13. La Fin ! (Mitefall!)

## Distribution

### Voix originales
- Diedrich Bader : Batman ; Kilowog ; Owlman ; Solomon Grundy ; Gorilla Boss ; Lord Death Man ; Mousquetaire
- John DiMaggio : Aquaman ; Gorilla Grodd ; Enemy Ace ; Faceless Hunter ; Black Adam ; Black Mask ; le Vigilant ; King Tut ; Hellgrammite ; Mr. Freeze ; Legionary ; Captain Boomerang
- Will Friedle : Blue Beetle/Jaime Reyes
- James Arnold Taylor : Green Arrow ; Guy Gardner ; Wotan ; Major Disaster ; Alpha-Red ; Jace
- Tom Kenny : Plastic Man ; Baby Face ; Deadshot ; Mirror Master ; Mazing Man
- Corey Burton : Red Tornado ; Silver Cyclone ; Thomas Wayne ; False Face ; Dr Mid-Nite ; Mercure ; Dr Magnus ; Chancelier Gor-Zonn ; Killer Moth ; Général Zahl ; Batman (version manga) ; le Joker (version Scooby-Doo) ; Starman ; Green Lantern / Alan Scott
- Dee Bradley Baker : Etrigan ; Clock King ; Felix Faust ; Brain ; Chemo ; L’Épouvantail ; Fisherman ; Détective Chimp ; Professeur Zee ; Etain ; Achilles Milo ; Végétal-Animal-Minéral Man ; Général Stuart ; le Misfit ; Vincent Velcro ; John Wilkes Booth
- Marc Worden : Kanjar Ro ; lieutenant Shrieve
- Greg Ellis : Gentleman Ghost ; Doctor Fate ; Cavalier ; Dr. Canus ; Hawk ; Shrapnel ; Mister Mind
- Kevin Michael Richardson : Black Manta ; B'wana Beast ; Despero ; Steppenwolf ; Monsieur Mallah ; Starro ; Lex Luhtor ; Mr. Mxyzptlk
- Grey DeLisle : Black Canary ; Fire ; Robin (version manga) ; Daphné ; Dala
- Jason Marsden : Paco ; Speedy ; Robin (version Scooby-Doo)
- Jeff Bennett : Red Hood ; le Joker ; Rubberneck ; Captain Marvel ; Rubin ; le Pingouin (version Scooby-Doo) ; Prez Rickard ; El Gaucho ; Ultra-Humanité
- Wil Wheaton : Blue Beetle/Ted Kord
- Oded Fehr : Equinox
- Scott Menville : Metamorpho
- Bumper Robinson : Black Lightning
- Gary Anthony Williams : Fun Haus ; Mongul ; Mongal
- Thomas F. Wilson : Catman ; Sportsmaster
- Sean Donnellan : Elongated Man ; Blue ; Steve Trevor
- Zachary Gordon : Bruce Wayne jeune
- R. Lee Ermey : Wildcat
- Vyvan Pham : Katana (voix 1)
- Nika Futterman : Catwoman ; Lashina
- Mikey Kelley : Kamandi
- Richard McGonagle : Sardath ; Professeur Carter Nichols ; Niles Caulder ; Perry White ; Brainiac
- Phil Morris : Jonah Hex
- Paul Nakauchi : Wong Fei ; Takahiro
- Jim Piddock : Calendar Man ; Docteur Watson ; Dr Sivana ; Shazam
- Armin Shimerman : Calculator ; Psycho-Pirate ; Professeur Mark Haley
- James Sie : The Atom / Ryan Choi
- Tom Everett Scott : Booster Gold
- Billy West : Skeets
- Richard Green : General Kreegaar
- Ellen Greene : Mrs. Manface
- Kim Mai Guest : Katana (voix 1)
- Kevin Conroy : Batman de Zur-En-Arrh ; Phantom Stranger
- Nicholas Guest (en) : The Question ; Martian Manhunter
- Mark Hamill : Le Spectre
- Yuri Lowenthal : Mister Miracle ; Prince Tuftan
- Andy Milder : Flash / Jay Garrick
- Tony Todd : Astaroth
- Michael T. Weiss : Adam Strange
- Cathy Cavadini : Alanna ; Jan ; Ruby Ryder ; Myrra Rhodes
- Tara Strong : Huntress ; Billy Batson ; Mary Marvel
- Michael Dorn : Bane ; Kru'll the Eternal
- Neil Patrick Harris : Le maître de musique (Music Meister)
- Lex Lang : Doctor Polaris ; Hourman ; Or ; Hydrogène
- Wallace Langham : Ocean Master
- Carl Lumbly : Tornado Champion/Tornado Tyrant
- Jason Marsden : Speedy
- Tim Matheson : Jarvis Kord
- David McCallum : Merlin
- Alexander Polinsky : Slug ; G'nort ; Jimmy Olsen
- Jeffrey Tambor : Crazy Quilt
- Jeremy Shada : Robin jeune
- Crawford Wilson : Robin / Nightwing
- James Remar : Two-Face
- Paul Reubens : Bat-Mite
- Henry Rollins : Robotman
- Michael Rosenbaum : Deadman
- Pat Musick : Martha Wayne (voix 1)
- Stephen Root : Woozy Winks ; le Pingouin ; Planet Master ; Killer Croc
- Jennifer Hale : Ramona ; Zatanna ; Poison Ivy (voix 1) ; Killer Frost ; Ice
- Jeffrey Combs : Kite Man
- J. K. Simmons : Ace Morgan ; Evil Star ; Gardien de l'univers
- Ioan Gruffudd : Red Ryan ; armure de Blue Beetle
- Sirena Irwin : Mera ; Lois Lane
- Preston Strother : Arthur Curry Jr
- Clancy Brown : Per Degaton ; Rohtul
- William Katt : Hawkman
- Brian Bloom : Fer ; Oxygène ; le Creeper ; Rip Hunter ; Captain Atom
- Bill Fagerbakke : Plomb ; Hélium ; Ronnie Raymond
- Hynden Walch : Platine ; Dioxyde de Carbone
- John Michael Higgins : le Riddler
- Tyler James Williams : Firestorm / Jason Rusch
- Ron Perlman : Dr Double X
- Zack Shada : Aqualad
- Peter Woodward : Ra's al Ghul
- Andrea Bowen : Talia al Ghul
- Dana Delany : Vilsi Vaylar
- Richard Moll : Lew Moxon
- Peter Onorati : Joe Chill
- Adam West : Thomas Wayne (voix 2) ; Proto
- Julie Newmar : Martha Wayne (voix 2)
- Cree Summer : Vixen
- Robin Atkin Downes : Kobra ; Weather Wizard ; Firefly ; l'Homme aux dix yeux
- Steven Blum : Captain Cold ; Heat Wave
- Hunter Parrish : Kid Flash
- Alan Tudyk : Flash / Barry Allen
- John Wesley Shipp : Professeur Zoom
- Mae Whitman : Batgirl
- Olivia d'Abo : Elasti-Girl
- Fred Tatasciore : le Grand Mutant ; l'Arsenal ; Sergent Rock ; Major Force
- David K. Hill : Negative Man
- Vanessa Marshall : Poison Ivy (voix 2) ; Batwoman
- Meghan Strange : Harley Quinn
- Hope Levy : Stargirl ; Phantom Lady
- Wade Williams : Mantis ; Suprême Président
- Peter Renaday : Oncle Sam ; Abraham Lincoln
- Jason Miller : Doll Man ; Black Condor
- Michael-Leon Wooley : Kalibak ; Darkseid
- James Garrett : Alfred Pennyworth
- Patrick Cavanaugh : Damian Wayne
- Frank Welker : Batboy ; Scooby-Doo ; Fred ; Batman (version Scooby-Doo)
- Matthew Lillard : Sammy
- Mindy Cohn : Véra
- Weird Al Yankovic : lui-même
- John DeVito : Captain Marvel Jr.
- Tim Conway : le Pleureur
- Eliza Schneider : Baronne Paula Von Gunther ; Georgette Taylor
- Vicki Lewis : Wonder Woman ; Star Sapphire
- Rachel Quaintance : Carol Ferris
- Michael Jai White : Tatoo Man
- Gabrielle Carteris : Vicki Vale ; Laethwen
- Roger Rose : Superman ; Amazo
- Peter Scolari : Atom / Ray Palmer
- Enn Reitel : Deraegis
- Morena Baccarin : Cheetah
- Tippi Hedren : Hippolyta
- Gregg Berger : Hammer Toes ; le Roi des Monstres
- Gary Owens : le Fantôme de l'Espace
- Jeffrey Ross : lui-même
- Henry Winkler : Ambush Bug
- Ted McGinley : lui-même

### Voix françaises
- Adrien Antoine : Batman ; Owlman
- Marc Perez : Clock King ; Gentleman Ghost ; Orm ; Felix Faust (voix 1) ; Fun Haus ; Metamorpho ; Dr. Canus (voix 1) ; Blue Beetle/Ted Kord (voix 1) ; Elongated Man ; le Cerveau ; Dr. Fate (voix 1) ; G'nort ; Renard ; Equinox ; Sardath ; Calculator ; Skeets ; Crazy Quilt ; Calendar Man ; Mongal ; Hawk ; Détective Chimp ; Riddler ; le Cavalier (voix 2) ; Joe Chill ; Heat Wave ; Killer Moth ; Firefly ; The Ray ; Question (voix 2) ; Misfit ; Mister Mind ; Hellgrammite ; Deraegis ; le Roi des Monstres ; Jeffrey Ross
- Donald Reignoux : Green Arrow ; Guy Gardner (voix 1) ; Or ; Mercure (voix 2) ; Kid Flash ; Dick Grayson/Batman II (épisode 49) ; Jace
- Christophe Lemoine : Blue Beetle/Jaime Reyes ; Flash/Jay Garrick ; Flash/Barry Allen (voix 2)
- Emmanuel Garijo : Plastic Man ; Paco ; Mister Miracle ; Prince Tuftan ; Etain ; le Pleureur ; Ambush Bug
- Thierry Murzeau : Wildcat ; Jonah Hex ; Gorilla Grodd ; Black Manta ; Kanjar Ro ; Thomas Wayne (voix 1) ; Dr. Polaris ; Baby Face ; Chemo ; Despero ; Vautour ; Dr. Watson ; Général Kreegaar ; Solomon Grundy ; Shrapnel ; Rubberneck ; Fisherman (voix 1) ; Faceless Hunter ; Plomb ; Rohtul ; Black Adam ; Lew Moxon ; Niles Caulder ; Black Mask ; Mantis ; Kalibak ; Darkseid ; Killer Croc ; Major Disaster (voix 2) ; King Tut ; Perry White ; le Fantôme de l'Espace ; Ultra-Humanité
- Michel Vigné : Aquaman ; Etrigan (voix 1) ; Kilowog ; Sportsmaster ; Deadman ; B'wana Beast ; Bronze Tiger ; Slug ; Jarvis Kord ; Wotan ; le Cavalier (voix 1) ; Question (voix 1) ; L’Épouvantail ; Astaroth ; Bane ; Kru'll ; Catman ; Major Disaster (voix 1) ; Steppenwolf ; Dr. Canus (voix 2) ; Dove ; OMAC ; Psycho-Pirate ; Double-Face ; Kite Man ; Per Degaton ; Fer ; Dr. Double X ; le Spectre ; Thomas Wayne (voix 2) ; Starro ; Kobra ; Captain Cold ; Professeur Zoom ; Général Zahl ; Sergent Rock ; Doll Man ; le Vigilant ; Mr Freeze ; John Wilkes Booth
- Jean-Claude Donda : Merlin ; Sinestro ; Wong Fei ; Sherlock Holmes ; Mongul ; César ; Ra's al Ghul ; Dr. Sivana ; Shazam ; Green Lantern / Alan Scott ; Starman ; Captain Boomerang ; 'Mazing Man
- Alexandra Garijo : la fée Morgane
- Marc Alfos : Red Tornado ; Dr. Fate (voix 2) ; Proto ; Suprême Président ; Black Condor
- Alexis Tomassian : Black Lightning ; Kamandi ; Speedy (voix 1) ; Robin/Nightwing ; Paco (ép. 8)
- Chantal Macé : Katana (voix 1) ; Martha Wayne (voix 1)
- Vincent Ropion : Atom / Ryan Choi ; Hal Jordan ; Weather Wizard ; Flash/Barry Allen (voix 1) ; Felix Faust (voix 2) ; Steve Trevor ; Rip Hunter
- Mark Lesser : Guy Gardner ; Ace Morgan ; Ronnie Raymond (ép. 39) ; Captain Atom
- Xavier Fagnon : Red Hood ; le Joker ; Phantom Stranger ; Mr Mxyzptlk ; Brainiac
- Thierry Wermuth : Adam Strange ; Etrigan/Jason Blood (voix 2) ; Lieutenant Shrieve
- Barbara Beretta : Alanna ; Black Canary ; Chasseresse ; Mera ; Platine ; Talia ; Vilsi Vaylar ; Mary Batson (voix 1)
- Jérôme Pauwels : Booster Gold ; Bat-Mite ; Captain Marvel ; Ronnie Raymond ; Robotman ; Creeper ; Atom / Ray Palmer
- Paolo Domingo : Champion Tornado/Tyran Tornado ; le Maître de Musique ; Billy Batson ; Firestorm ; Damian Wayne
- Kelvine Dumour : Katana (voix 2) ; Lashina ; Big Barda ; Catwoman; Zatanna ; Martha Wayne (voix 2) ; Vixen ; Harley Quinn ; Dala ; Baronne Paula Von Gunther
- Michel Mella : Woozy Winks
- Jackie Berger : Arthur Curry Jr
- Philippe Peythieu : le Pingouin ; False Face ; Dr. Mid-Nite ; Professeur Zee ; Mercure (voix 1) ; le Limier Martien ; Lord Death Man ; Fisherman (voix 2) ; Mirror Master
- Nicolas Marié : Hawkman ; Hourman ; Dr. Magnus
- Hervé Rey : Speedy (voix 2)
- Bruno Dubernat : Batman de Zur-En-Arrh
- Edwige Lemoine : Poison Ivy ; Elasti-Girl ; Ma Murder
- Chantal Baroin : Batgirl
- Fily Keita : Catwoman (voix chantée) (épisode 43)
- Mathias Kozlowski : Negative Man ; Blue Beetle/Ted Kord (voix 2) ; Fred ; Captain Marvel Jr
- Laura Préjean : Batwoman
- Olivia Luccioni : Stargirl ; Phantom Lady
- Patrick Préjean : Oncle Sam
- Jacques Ciron : Alfred Pennyworth
- Céline Melloul : Killer Frost ; Ice ; Daphné ; Mary Batson / Mary Marvel (voix 2) ; Laethwen
- Sauvane Delanoë : Fire (voix 2)
- Eric Missoffe : Scooby-Doo ; Sammy
- Caroline Pascal : Véra
- Delphine Braillon : Wonder Woman ; Carol Ferris / Star Sapphire
- Anne Rondeleux : Vicki Vale ; Cheetah
- Emmanuel Jacomy : Superman
- Yoann Sover : Jimmy Olsen
- Véronique Augereau : Lois Lane ; Hippolyta
- Daniel Beretta : Aquaman (voix chantée) ; Black Manta  (voix chantée)  (épisode 24) et Gorilla Grodd  (voix chantée)  (épisode 24) ; Batman  (voix chantée) (épisode 48) ; chœurs  (épisodes 24 et 48)
- Sophie Arthuys : Jan ; Ruby Ryder
- Edgar Givry : Abraham Lincoln ; Ted McGinley

### Commentaires
L'épisode Symphonie en crime majeur est un épisode mettant en scène un vilain inédit, Le Maître de Musique, qui n'est jamais apparu dans les comics auparavant ni dans les séries animés. Il est apparu par la suite dans le comics américain The All-New Batman: The Brave and the Bold #16 - Love At First Mite. Il fera aussi son apparition dans le crossover des séries The Flash et Supergirl sous les traits de Darren Criss.

## Produits dérivés

### Bandes dessinées
Des séries de comics dérivées de la série sont publiées chez DC Comics à partir de mars 2009 :
- Batman: The Brave And The Bold, 22 numéros de mars 2009 à décembre 2010[3]
- The All-New Batman: The Brave And The Bold, 16 numéros de janvier 2011 à avril 2012[4]

Toute la première série a été publiée dans Batman Mag, ainsi que les premiers numéros de sa suite. L'éditeur Urban Comics a également publié quatre recueils, pendant l'été 2012, dans sa collection DC Kids.

### CD et DVD
Aux États-Unis, la bande originale de l'épisode Symphonie en crime majeur ! a été mise en vente, en octobre 2009, chez New Line Records.
L'intégrale de la série a également été mise en vente (outre trois DVD unitaires), par coffrets de demi-saisons, soit cinq coffrets DVD.
En France, six DVD unitaires ont été mises en vente, réunis sous différents packs et fourreaux. Les deux premières saisons sont également vendues sous le format américain des demi-saisons.

### Jeu vidéo
- Batman : L'Alliance des héros (2010) sorti sur Wii et Nintendo DS[8].